# Buresilia macrina
Buresilia macrina is een hooiwagen uit de familie echte hooiwagens (Phalangiidae). De wetenschappelijke naam van Buresilia macrina gaat terug op Roewer.